# Betrest
| b | t · E11 | ti | r · s | t | B1 |

| b | t · E11 | ti | r · s | t | B1 |

Betrest byla egyptská královna během 1. dynastie.

## Identita
Betrest byla pravděpodobně matkou Semercheta. Někteří považují krále Dena za jejího manžela. Pokud byla skutečně jeho manželkou, byl by král Adžib polovičním bratrem krále Semercheta. Betrest mohla podle jiné teorie být manželkou Adžiba.

## Jméno
Možná je také zmíněna na stéle nalezené v Abydu v hrobce krále Dena. Zápis jména této osoby se skládá z hieroglyfu berana (bA) a znaků „s“ a „t“. Silke Roth a Toby Wilkinson poukazují na to, že se hieroglyf berana v raných dobách četl jinak. Čtení tohoto znaku jako „bꜣ“ (bA) se objevuje až ve Staré říši. V této době se četl jako „ẖnmw“ (Xnmw) (viz bůh Chnum), nebo „sr“. Hieroglyf pro „s“ zde může potvrzovat čtení jako „sr“. Pak by se její jméno četlo „srt“ (Seret). Je možné, že pozdější písaři již neznali původní čtení znaků a namísto jejího původního jména Seret ji začali nazývat Betrest.